# 代頓鎮區 (密歇根州土斯科拉縣)
代頓鎮區（英語：Dayton Township）是位於美國密歇根州土斯科拉縣的一個行政鎮區。

## 地方資料
代頓鎮區的面積為93.60平方千米，當中陸地面積為92.80平方千米，而水域面積為0.80平方千米。根據2020年美國人口普查的數據，當地共有人口1920人，而人口密度為每平方千米20.51人。